# Corrombles
Corrombles é uma comuna francesa na região administrativa da Borgonha-Franco-Condado, no departamento de Côte-d'Or.
Estende-se por uma área de 11,17 quilômetros quadrados. Em 2010 a comuna tinha 253 habitantes (densidade: 22,6 hab./km²).